# غراند حياة مومباي
يتمركز الفندق في موقع متميز من ويسترن اكسبريس هايواي في سانتا كروز في مومباي، وهو على علاقات وثيقة مع الساحات التجارية الكبرى مثل القنصلية الأمريكية، مجمع باندرا كورلا والسوق الوطنية للأوراق المالية. ويقع الفندق على مقربة من مناطق الجذب السياحي المشهورة مثل شاطئ جوهو، باند ستاند، ومنتزه جاجرز، وكنيسة ماونتن ماري، إضافة إلى المطار ومحطات السكك الحديدية الدولية والمحلية.

## الإقامة
يقدم فندق «جراند حياة مومباي» مجموعة من الغرف الفاخرة التي تتوزع على عدة فئات، هي: الجناح التنفيذي، الكبير، الدبلوماسي والرئاسي. وأكثر ما يميّز غرف الفندق الخدمات الفريدة من نوعها ووسائل الراحة العالمية، إذ تتمحور جميع وسائل الراحة الأساسية حول نمط حياة النزلاء العصرية، حيث تتضمن الاتصال المباشر، اتصال الكابل/ القمر الصناعي، الاتصال بشبكة الإنترنت، بار صغير وغرف راحة واسعة مجهزة بجميع مستلزمات العناية الراقية.

## النبيذ والعشاء
يقدم فندق «جراند حياة مومباي» مجموعة متنوعة من خيارات تناول الطعام الشهية بخبرة أفضل الطهاة في المدينة. وتبدأ قائمة خيارت تناول الطعام بمطعم «تشاينا هاوس» الذي يقدم الأطباق الصينية العريقة الغنية بنكهة الطهي الصيني المنزلي. كما يبهر مطعم «إم» (جريل مارتيني وبار النبيذ) ضيوفه بمجموعة من مختلف أنواع النبيذ والمشروبات الفاخرة. ونجد عند مطعم «سيليني» قائمة من المأكولات الإيطالية العريقة الشهية التي تجمع بين طرق الطهي التقليدية، كصنع البيتزا بأفران على الخشب وموقد الفحم والمشواة، مع الخدمات الحديثة. إضافة إلى مطاعم أخرى كمطعم «جراند كافيه» الذي يقدم باقة متنوعة من المأكولات، ومطعم «سوما» المتخصص بالمأكولات الهندية ويحتوي مخزن «جورميت ستور» على العديد من السلع الخفيفة مثل اللحوم الباردة، السلطات، الحليب المخفوق، الحلويات، المعجنات ومختلف أنواع الجبن.

## الجوائز والأوسمة
تم تكريم فندق جراند حياة مومباي بجائزة أفضل فندق فاخر في الهند ضمن حفل توزيع جوائز «بيزنس ديستيناشن ترافيل» 2013
حاز الفندق على جائزة «أفضل فندق فاخر لرجال الأعمال في آسيا» خلال حفل توزيع جوائز «الرفاهية الفندقية العالمية» لعام 2013
تم إعلان «جراند حياة مومباي» الحائز على شهادة التميز لعام 2013 من قبل موقع «تريب أدفايزر»